# 殺人狂時代 (1947年の映画)
『殺人狂時代』（さつじんきょうじだい、Monsieur Verdoux）は、1947年のアメリカ合衆国のブラック・コメディ映画。製作・監督・脚本・主演チャールズ・チャップリン。原案にオーソン・ウェルズがクレジットされている（詳細は後述「#制作の経緯と公開」を参照）。

## 概要
金の為に殺人を続ける男アンリ・ヴェルドゥが、真相が発覚し死刑台に送られるまでの顛末を描く。
長年親しまれた「チャーリー」のスタイルを捨て、チャップリンの映画にしては珍しく喜劇色が少なく、シリアスな展開であると評価されている。生前、チャップリン自身がこの映画を最高傑作と評価していた。それに加えて、主人公が処刑に向かう前の以下のセリフが、チャップリンの代表作に押し上げた原因とされている。
一方で、この作品がきっかけとなり、赤狩りによるチャップリン排斥の動きがますます加速。1952年のアメリカ追放へとつながった。

## ストーリー
物語は生前を回顧するアンリ・ヴェルドゥの独白から始まる。
北フランスの商家・クーヴェ家の婦人セルマが、多額の預金を引き出した直後に行方不明になる。すでにフランス国内で同じような状況の行方不明が連続して起こっており、事態を重く見た警察が動き出す。犯人はアンリ・ヴェルドゥといい、30年勤めた銀行をリストラされた元銀行員である。彼は「取り付け騒ぎが起こる」などと言って裕福な中高年女性をそそのかし、預金を解約させたのちに殺害して、その奪った金を株に投資して生活費に充てていたのだ。彼はリディアをいつもの手口で殺害したのち、グロネイ夫人を口説いて結婚に持ち込もうとする。その一方で、キャプテン・ボヌールを名乗り、すでに関係をもっていたアナベラを殺害しようと画策する。
そんなヴェルドゥの家庭は、車椅子生活の妻と幼い子供一人。家族や友人には投資で稼いでいると説明しながら、多忙な二重生活を送っていた。
ある雨の晩、ヴェルドゥは刑務所から保釈されたばかりの身寄りのない若い女性に出会う。一度は新しい毒薬のテストのために殺害しようとするヴェルドゥだったが、彼女の話を聞くうちに殺害を思いとどまる。セルマの件でヴェルドゥを追ってきたモロー刑事を心不全に見せかけて毒殺するが、アナベラ殺害はアナベラの悪運の強さに阻まれ果たせない。仕方なくグロネイ夫人との結婚を一刻も早く進めようとするヴェルドゥだが、結婚式の場でアナベラと鉢合わせしてしまい、その場から逃げ出す。やがて世界恐慌の波がヴェルドゥに押し寄せ、ヴェルドゥは財産も妻子も失う。
数年後、かつて雨の夜に出会った女性と再会するが、彼女は成金の軍需会社の社長の妻になっていた。彼女と話をするうちにヴェルドゥは運命に身をゆだねる決心をし、自らすすんで逮捕される。そして、裁判の場やメディアとのインタビューで「（戦争と軍需産業に比べて）大量殺人者としては、私などアマチュアだ」「殺人はビジネス、小さい規模ではうまくいかない」などの言葉を残し、ヴェルドゥは死刑場へと連行されていく。

## キャスト
出典：
- アンリ・ヴェルドゥ：チャールズ・チャップリン
- アナベラ・ボヌール：マーサ・レイ
- グロネイ夫人：イソベル・エルソム
- 若い未亡人（後に軍需会社社長の愛人）：マリリン・ナッシュ（英語版）
- モナ（ヴェルドゥの妻）：メイディ・コレル（英語版）
- ピーター（ヴェルドゥの息子）：アリソン・ロダン
- モーリス（ヴェルドゥの友人）：ロバート・ルイス（英語版）
- マーサ（モーリスの妻）：オードリー・ベッツ
- カルロッタ・クーヴェ：ヴァージニア・ブリサック（英語版）[4]
- ピエール・クーヴェ（カルロッタの夫）：アーヴィング・ベーコン
- フィービー・クーヴェ：ユーラ・モーガン（英語版）
- レナ・クーヴェ：アルミラ・セッションズ（英語版）
- ジャン・クーヴェ：エドウィン・ミルズ
- アネット（アナベラのメイド）：エイダ・メイ（英語版）
- グロネイ夫人のメイド：マージョリー・ベネット
- リディア・フローレイ：マーガレット・ホフマン
- モロー刑事：チャールズ・エヴァンズ
- 花屋の女：バーバラ・スレイター（英語版）
- ヴェルドゥの弁護士：リチャード・アボット（スペイン語版）
- 刑吏：ジュリアス・クレイマー
- 検察官：レスター・マシューズ（英語版）
- 医者：フランク・レイカー（英語版）
- セールスマン：ウィーラー・ドライデン
- 不動産業者：アーサー・ホール（英語版）

### 日本語吹替
| 俳優                     | 日本語吹替 | 日本語吹替 |
| 俳優                     | TBS版      | BD版       |
| ------------------------ | ---------- | ---------- |
| チャールズ・チャップリン | 宝田明     | 千葉繁     |
| マーサ・レイ             | 桜京美     | 浅野まゆみ |
| イソベル・エルソム       | 馬淵晴子   | 仲村かおり |
| マリリン・ナッシュ       | 中山麻里   | 森なな子   |
| ロバート・ルイス         |            | 西谷修一   |
| メイディ・コレル         |            | 大井麻利衣 |
| アリソン・ロダン         |            | 森千晃     |
| チャールズ・エヴァンズ   | 人見明     |            |

- TBS版吹き替え - 初回放送1977年5月16日 21:02 - 23:25『月曜ロードショー』
- BD版吹き替え - 2016年発売の『チャップリン Blu-ray BOX』に収録

## メインスタッフ
- 製作・監督・脚本・作曲：チャールズ・チャップリン
- 撮影：クルト・クーラン、ローランド・トザロー
- カメラ：ウォーレス・チューニング
- 助監督：ロバート・フローリー、ウィーラー・ドライデン、レックス・ベイリー
- 音楽監督：ルドルフ・シュレーガー
- 編集：ウィラード・ニコ
- 美術監督：ジョン・ベックマン
- ヘアメイク：ヘドヴィッグ・ジョンド

## 制作の経緯と公開
第二次世界大戦中の1942年秋、1920年代のフランスに実在したアンリ・デジレ・ランドリュー（1869年 - 1922年）という殺人鬼をモデルにした映画の脚本を書くので、その映画の主演をしてもらいたいという話をオーソン・ウェルズがチャップリンに持ち込んだ。アイデアだけで脚本を書く以前の段階であったため、その場は断るが、後にそのアイディアを別の形で映画化することを思いつく。トラブルを避けるために、ウェルズに連絡して「原案」のクレジットを入れ、5,000ドルを払うが、実質はウェルズは何もしていない。ただし、後にウェルズが『殺人狂時代』の産みの親は自分だと吹聴したことにチャップリンは心を痛めたという。チャップリンは映画化に際し、ランドリューのエピソードにトマス・ウェインライトというイギリスの殺人鬼を掛け合わせた形の主人公「アンリ・ヴェルドゥ」を考案。脚本の完成に、検閲の影響を挟んだこともあったが2年をかけ、1946年5月から撮影を開始した（ラストシーンから撮影した）。しかし、この頃のチャップリンは様々な困難に直面していた。
まず時代の変化であった。第二次大戦では圧倒的物量で勝利したアメリカであったが、フィルムなど軍用に優先的に回される資材は不足していた。気が済むまで撮り直しを繰り返すことが常であったチャップリンにとっては、フィルム不足は頭の痛い話であった。さらに、信頼していたスタッフの多くが亡くなったり引退して、かつてのような手法で撮影することははなはだ困難であった。さらに、チャップリン自身にも何かと厄介な問題が付きまとっていた。この映画の撮影に入る前、チャップリンは別の映画の企画をしており、その映画に主演で起用する予定であったジョーン・バリーという女優にストーキング行為をされた挙句、バリーの子供の認知裁判に巻き込まれる。血縁関係がないことは証明されたが、平和主義者・共産主義者として糾弾されていたチャップリンに不利な判決（慰謝料・扶助料等の支払い）が下った。そして、一番大きな困難はやがて来る「赤狩り」であった。大戦中、ソ連を助け第二戦線構築を訴えていたチャップリンを反共団体などが「共産主義者」として糾弾。大戦後、アメリカに亡命していた友人で作曲家のハンス・アイスラーが共産主義者として糾弾された際、アイスラーを擁護するコメントを発したことが、さらにバッシングを大きくさせた。
撮影は1946年9月に終了し、後は公開するだけとなった段階で、チャップリンに対する非難は手の付けられないレベルに達していた。在郷軍人団体やカトリック団体などが猛烈な上映反対運動を繰り返し、上映を予定していた映画館などに脅迫を繰り返して上映をやめさせる動きを盛んに行った。こうした妨害を何とか排除しつつ1947年4月11日にニューヨークで封切られたが、興行成績は悲惨なものであった。チャップリン自身は1200万ドル（約43億円。以下、1ドル＝360円で計算）の利益を目論んでいたが、結果は32万5000ドル（約1億円強）であった。これはチャップリン映画で通常「興業的失敗作」と呼ばれる『巴里の女性』などよりも悪い興行成績であり、チャップリン映画で唯一純損失が出た映画でもあった。失敗の影響は、以前から経営不振が伝えられていたユナイテッド・アーティスツの経営をさらに圧迫させることにもなった。
アメリカでの失敗の一方で、遅れて封切られたヨーロッパなどではまずまず好評だった。しかし、そういったニュースも1943年に結婚した愛妻ウーナの深い愛情も傷ついたチャップリンの完全な癒しにはならず、やがて苦難のアメリカ追放を迎えることとなる。アメリカでこの作品が正当に評価されるようになったのは、ベトナム戦争に対する反戦運動が高まった1970年代になってからである。
なお、純粋にランドリューを主人公にした映画もある。1963年に製作されたフランス映画"Landru"（日本では劇場未公開、ビデオ題『青髭』）で、監督は「殺人狂時代」を高く評価しているクロード・シャブロルである。シャブロルは「ランドリューは単なる変わり者だが、ヴェルドゥは哲学者」と述べている。
チャップリンは、チャーリーにおいてはアザラシから作った付け髭をつけていたが、この作品では自前の髭を蓄えている。

## 作品の評価
1947年のナショナル・ボード・オブ・レビュー賞において、最優秀作品に選出された。1952年のブルーリボン賞の外国作品賞に選出された。
Rotten Tomatoesによれば、37件の評論のうち高評価は97%にあたる36件で、平均点は10点満点中8.3点、批評家の一致した見解は「チャールズ・チャップリンは『殺人狂時代』において彼の喜劇的人格に悪意の暗示を加え、不穏な風刺が浮浪者のイメージを覆して逆説的な面白さを生んでいる。」となっている。

### ランキング
- 「映画史上最高の作品ベストテン」（英国映画協会『Sight&Sound』誌発表、10年毎に選出）
  - 1952年「映画批評家が選ぶベストテン」第14位[10]
  - 1962年「映画批評家が選ぶベストテン」第18位[11]
- 「キネマ旬報ベストテン・外国映画」（『キネマ旬報』発表）1952年第1位[12]
- 「史上最高の映画100本」（仏『カイエ・デュ・シネマ』誌発表）2008年第63位[13][14]

個人のランキングでは、フェデリコ・フェリーニが好きな映画ベスト10の第1位に挙げている（『Sight and Sound』2001年。『サーカス』『街の灯』と同位）。